# Nels Cline
Nels Cline, né le 4 janvier 1956 à Los Angeles, est un guitariste et compositeur américain. Il est un membre actif du groupe de rock alternatif Wilco.

## Discographie sélective
- Angelica (1988)
- Silencer (1992) (avec Nels Cline Trio)
- Ground (1995) (avec Nels Cline Trio)
- Chest (1996) (avec Nels Cline Trio)
- Butch (1997) (avec Geraldine Fibbers)
- Contemplating the Engine Room (1997) (avec Mike Watt)
- Pillow Wand (1997) (avec Thurston Moore)
- Sad (1998) (avec Nels Cline Trio)
- Edible Flowers (1998) (avec Devin Sarno)
- Interstellar Space Revisited: The Music of John Coltrane (1999) (avec Gregg Bendian)
- The Inkling (2000)
- Destroy All Nels Cline (2001)
- Acoustic Guitar Trio (2001) (avec Jim McAuley & Rod Poole)
- Instrumentals (2002) (avec The Nels Cline Singers)
- Buried on Bunker Hill (2004) (avec Devin Sarno)
- The Giant Pin (2004) (avec The Nels Cline Singers)
- New Monastery: A View Into The Music of Andrew Hill (2006)
- Draw Breath (2007) (avec The Nels Cline Singers)
- Duo Milano (2007) (avec Elliott Sharp)

## Source
- (en) Cet article est partiellement ou en totalité issu de l’article de Wikipédia en anglais intitulé « Nels Cline » (voir la liste des auteurs).